# 伊達得夫
伊達 得夫（だて とくお、1920年9月10日 - 1961年1月16日）は日本の編集者、出版社経営者。書肆ユリイカ代表。
釜山広域市生まれ。旧制京城中学校卒業まで、京城で過ごす。旧制福岡高等学校を経て、1943年、京都帝国大学経済学部卒業。出征して北支や内蒙古で転戦し、戦後に上京して前田出版社に勤務。
原口統三『二十歳のエチュード』の出版を手がけ、同書をベストセラーとする。1948年、同書の紙型を持って独立し、書肆ユリイカを創立。1950年頃から主に詩書を出版。1956年、詩誌『ユリイカ』を創刊。没後の1962年に遺稿集『ユリイカ抄』が刊行され、その業績により第1回藤村記念歴程賞を受けた。